# أولفان عكيفا
مدرسة أولفان عكيفا (אולפן עקיבא) هي مدرسة لتعليم اللغتين العبرية والعربية تأسست عام 1951 وظلت حتى عام 2009.
حصلت على جائزة إسرائيل في مجال التعليم في عام 1986.

## تاريخ
أسستها شولاميت كاتسنلسون في عام 1951 في نهاريا، وتم نقلها لاحقًا إلى ساحل البحر الأبيض المتوسط في نتانيا، وكانت إحدى المدارس الثلاث الأولى في إسرائيل المنشأة خصيصا لاستقبال المهاجرين الأكاديميين. وبهذه الطريقة، تم تحديد غرض المدرسة كمؤسسة لتعلم اللغة العبرية للبالغين. وقد أدى هذا الطابع إلى قيمة مضافة في محتوى الدراسة التي تتضمن دراسات حول موضوع معرفة الأرض القومية لليهود وتراث إسرائيل إلى جانب التعليم الهادف إلى تشجيع التعددية والحوار بين المجموعات السكانية المختلفة. وكانت مؤسسة لتعليم اللغة جنبًا إلى جنب مع التعلم الثقافي، في محاولة لإقامة الاحترام المتبادل بين الطلاب.
وكان أسلوب عمل المدرسة غير عادية في ذلك الوقت، ولكن بالإضافة إلى كونها جمعية مستقلة، فقد تلقت الدعم في مجال تدريس اللغة من وزارة التعليم والثقافة. وفي عام 1956 بدأت المدرسة العمل في هذا المجال بالتعاون مع إدارة تعليم الكبار بوزارة التربية والتعليم.
كما تعاونت المدرسة مع مختلف الوزارات الحكومية مثل: الجيش الإسرائيلي، المؤسسات الأكاديمية، حركة الكيبوتس والمدن التنموية. ومنذ إنشاءها كانت المدرسة متاحة للمهاجرين الجدد الذين يرغبون في تعلم اللغة العبرية، وبعد حرب الأيام الستة، عملت أيضًا على تعليم اللغة العربية المنطوقة وأنشأت مدرسة داخلية مشتركة للناطقين باللغة العربية ومتعلمي اللغة. وفي الوقت نفسه، افتتح فروعاً محلية في غزة ونابلس. .

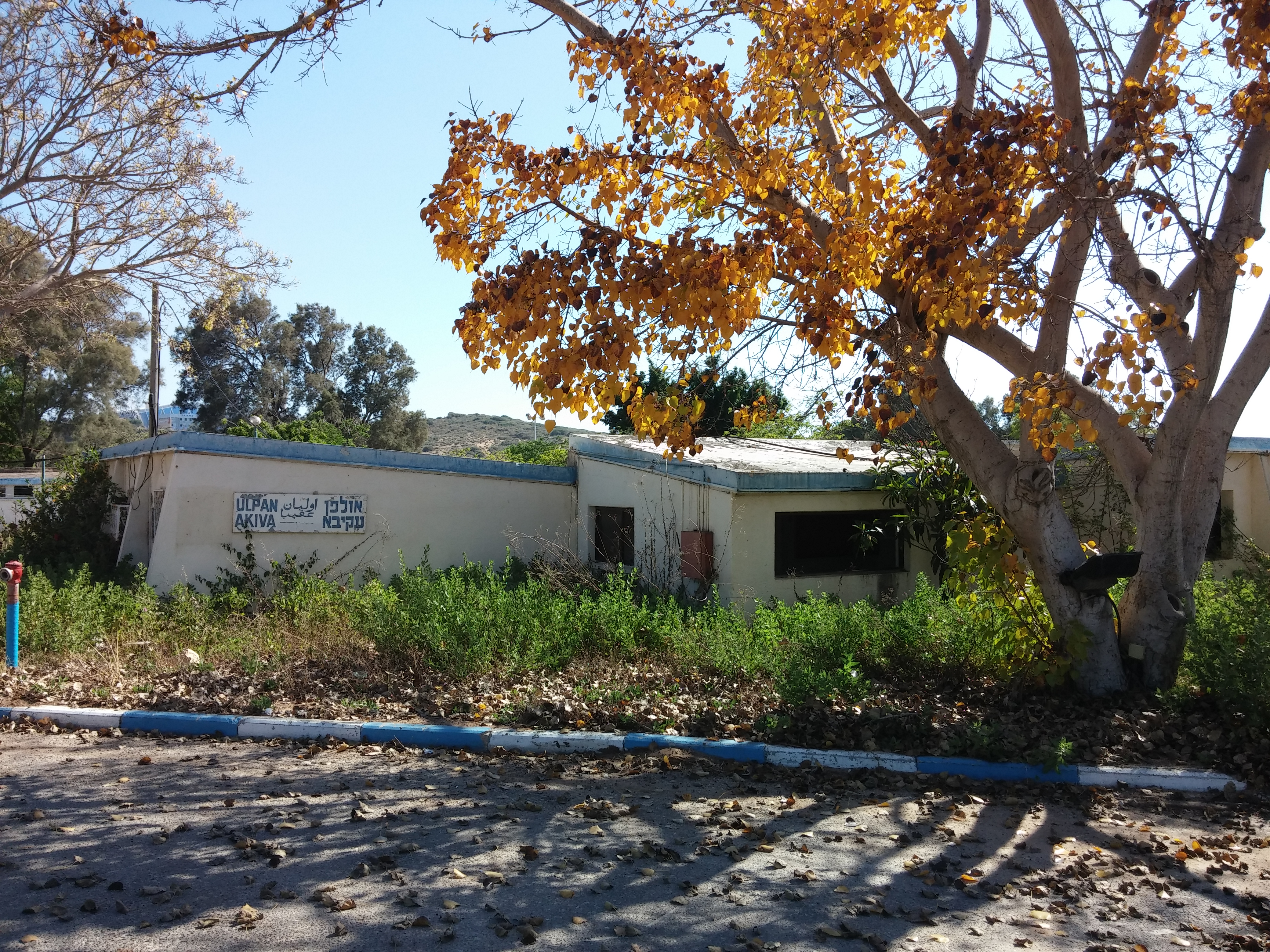
المبنى المهجور لمدرسة عكيفا في نتانيا (2014)

## المديرون
بعدما تركت شولاميت كاتسنلسون إدارة المدرسة في عام 1996، تولى إدارتها إفرايم لابيد بين عامي 1997-2000، وتبعته إستير بيرون وإيلي جروس حتى إغلاقها في عام 2009 بسبب صعوبات مالية.

## جوائز
حصلت على العديد من الجوائز عن عملها ومن بين أمور أخرى تم ترشيحها لجائزة نوبل للسلام. وقد فاز المدرسة أيضًا بجوائز، بما في ذلك جائزة رئيس الكنيست لجودة الحياة (1983)، وجائزة إسرائيل للتعليم (1986)، وجائزة اليونسكو لتعليم السلام (1998).

## روابط خارجية
- مدرسة أولفان عكيفا (הקישור אינו פעיל) على موقع تراث مدينة نتانيا